# Nidalia agariciformis
Nidalia agariciformis is een zachte koraalsoort uit de familie Nidaliidae. De koraalsoort komt uit het geslacht Nidalia. Nidalia agariciformis werd in 1910 voor het eerst wetenschappelijk beschreven door Simpson. 